# Râul Valea Radului
Râul Valea Radului este un curs de apă, afluent al râului Valea Pârvului. 